# Panicum jauanum
Panicum jauanum är en gräsart som beskrevs av Gerrit Davidse. Panicum jauanum ingår i släktet vipphirser, och familjen gräs. Inga underarter finns listade i Catalogue of Life.